# Usinsk
Huyện Usinsk (tiếng Nga: ? райо́н) là một huyện hành chính tự quản (raion), của Cộng hòa Komi, Nga. Huyện có diện tích 30564 km², dân số thời điểm ngày 1 tháng 1 năm 2000 là 47700 người. Trung tâm của huyện đóng ở Usinsk.